# Teoria di Hamilton-Jacobi
In meccanica analitica la teoria di Hamilton-Jacobi, il cui nome è dovuto a William Rowan Hamilton e Carl Jacobi, è una teoria che, sfruttando i risultati del calcolo variazionale, viene utilizzata nella determinazione delle costanti del moto di un sistema dinamico.
In particolare, tale teoria studia la risoluzione delle equazioni di Hamilton, ricercando un'opportuna funzione generatrice che determini una trasformazione canonica tale che, nelle nuove coordinate, l'Hamiltoniana del sistema sia nulla.
Un'equazione fondamentale in questa teoria è l'equazione di Hamilton-Jacobi-Bellman (HJB).

## Equazione di Hamilton-Jacobi
L'equazione di Hamilton-Jacobi, detta anche "equazione di Hamilton-Jacobi-Bellman" (HJB), è un'equazione differenziale alle derivate parziali non lineare del primo ordine che ha la forma:
{\displaystyle {\mathcal {H}}+{\frac {\partial {\mathcal {S}}}{\partial t}}=0}
La funzione:
{\displaystyle {\mathcal {H}}={\mathcal {H}}\left(q_{i},{\frac {\partial {\mathcal {S}}}{\partial q_{i}}},t\right)_{i=1,\dots ,n}}
è l'Hamiltoniana classica del sistema, mentre:
{\displaystyle {\mathcal {S}}={\mathcal {S}}(q_{i},t)_{i=1,\dots ,n}}
è detta funzione principale di Hamilton, che a meno di una costante arbitraria, è equivalente all'azione. Le funzioni {\displaystyle \mathbf {q} =(q_{i})_{i=1,\dots ,n}} sono le coordinate generalizzate che definiscono lo spazio delle configurazioni del sistema, mentre {\displaystyle t} è il parametro temporale.
Tale equazione si ricava dalla meccanica hamiltoniana trattando {\displaystyle {\mathcal {S}}} come la funzione generatrice di una trasformazione canonica dell'hamiltoniana classica:
{\displaystyle {\mathcal {H}}={\mathcal {H}}(q_{i},p_{i},t)_{i=1,\dots ,n}}.
I momenti lineari coniugati sono definiti come:
{\displaystyle p_{i}={\frac {\partial {\mathcal {S}}}{\partial q_{i}}}\iff \mathbf {p} ={\frac {\partial {\mathcal {L}}}{\partial \mathbf {\dot {q}} }}}
dove {\displaystyle \mathbf {p} =(p_{i})_{i=1,\dots ,n}}.
La funzione principale di Hamilton contiene {\displaystyle 2N+1} costanti da determinare, di cui una ottenuta integrando {\displaystyle \partial {\mathcal {S}}/\partial t} e le restanti N denotate con {\displaystyle \alpha _{1},\dots ,\alpha _{n}}, pertanto si ha che le quantità:
{\displaystyle \beta _{k}={\frac {\partial {\mathcal {S}}}{\partial \alpha _{k}}}\quad k=1,2\cdots n}
sono costanti del moto.

## Derivazione
Una trasformazione canonica definita attraverso una funzione generatrice {\displaystyle G(\mathbf {q} ,\mathbf {P} ,t)} conduce alle seguenti relazioni:
{\displaystyle \mathbf {p} ={\partial G \over \partial \mathbf {q} }\qquad \mathbf {Q} ={\partial G \over \partial \mathbf {P} }\qquad K(\mathbf {Q} ,\mathbf {P} ,t)={\mathcal {H}}(\mathbf {q} ,\mathbf {p} ,t)+{\partial G \over \partial t}}
Le equazioni di Hamilton espresse per mezzo delle variabili canoniche {\displaystyle \mathbf {P} } e {\displaystyle \mathbf {Q} } hanno la forma:
{\displaystyle {d\mathbf {P}  \over dt}=-{\partial K \over \partial \mathbf {Q} }\qquad {d\mathbf {Q}  \over dt}=+{\partial K \over \partial \mathbf {P} }}
Le equazioni Hamilton–Jacobi si ottengono scegliendo una funzione generatrice {\displaystyle G_{2}(\mathbf {q} ,\mathbf {P} ,t)} che annulla la funzione {\displaystyle K}. Di conseguenza, le derivate devono essere nulle e le equazioni di Hamilton hanno la forma:
{\displaystyle {d\mathbf {P}  \over dt}={d\mathbf {Q}  \over dt}=0}
Le coordinate generalizzate introdotte ed i rispettivi momenti sono costanti del moto. Imponendo che la funzione generatrice sia la funzione principale di Hamilton sommata ad una costante arbitraria:
{\displaystyle G(\mathbf {q} ,{\boldsymbol {\alpha }},t)={\mathcal {S}}(\mathbf {q} ,t)+A}
si giunge alle equazioni Hamilton–Jacobi, in quanto:
{\displaystyle \mathbf {p} ={\frac {\partial G}{\partial \mathbf {q} }}={\frac {\partial {\mathcal {S}}}{\partial \mathbf {q} }}}
da cui:
{\displaystyle {\mathcal {H}}(\mathbf {q} ,\mathbf {p} ,t)+{\partial G \over \partial t}=0}
e dunque:
{\displaystyle {\mathcal {H}}\left(\mathbf {q} ,{\frac {\partial {\mathcal {S}}}{\partial \mathbf {q} }},t\right)+{\partial {\mathcal {S}} \over \partial t}=0}
In modo equivalente, la funzione principale di Hamilton è definita nel seguente modo: 
{\displaystyle {\mathcal {S}}\left((q,t)|_{t_{1},t_{2}}\right)=\int _{t_{1}}^{t_{2}}\left(\sum _{i=1}^{n}p_{i}(\tau ){\frac {dq_{i}(\tau )}{d\tau }}-{\mathcal {H}}(q(\tau ),p(\tau ),\tau )\right)\ d\tau }
La soluzione di tale integrale è possibile conoscendo l'equazione del moto del sistema. Se si vuole calcolare l'integrale considerando uno spostamento virtuale delle coordinate {\displaystyle \delta q} per una variazione virtuale del tempo {\displaystyle \delta t}, questo corrisponde ad una variazione:
{\displaystyle \delta {\mathcal {S}}\left((q,t)|_{t_{1},t_{2}}\right)=\sum _{i=1}^{n}p_{i}(t_{2})\delta q_{i}(t_{2})-{\mathcal {H}}(q(t_{2}),p(t_{2}),t_{2})\ \delta t_{2}-\sum _{i=1}^{n}p_{i}(t_{1})\delta q_{i}(t_{1})+{\mathcal {H}}(q(t_{1}),p(t_{1}),t_{1})\ \delta t_{1}=0}
In accordo con il principio variazionale di Hamilton, tale variazione deve essere nulla affinché l'azione sia stazionaria. Sapendo che {\displaystyle {\mathcal {S}}} è una funzione di {\displaystyle (q_{i}(t_{1}),t_{1}),(q_{i}(t_{2}),t_{2})}, e che quindi la sua variazione è anche pari a:
{\displaystyle \delta {\mathcal {S}}=\sum _{i=1}^{n}{\frac {\partial {\mathcal {S}}}{\partial q_{i}(t_{2})}}\delta q_{i}(t_{2})+{\frac {\partial {\mathcal {S}}}{\partial t_{2}}}\delta t_{2}+\sum _{i=1}^{n}{\frac {\partial {\mathcal {S}}}{\partial q_{i}(t_{1})}}\delta q_{i}(t_{1})+{\frac {\partial {\mathcal {S}}}{\partial t_{1}}}\delta t_{1}=0}
Si possono uguagliare termine a termine le due espressioni tra due istanti di tempo {\displaystyle t,t_{0}}, ottenendo le equazioni di Hamilton-Jacobi:
{\displaystyle {\frac {\partial {\mathcal {S}}}{\partial q_{i}}}=p_{i}\qquad {\frac {\partial {\mathcal {S}}}{\partial q_{i}(t_{0})}}=-p_{i}(t_{0})}
{\displaystyle {\frac {\partial {\mathcal {S}}}{\partial t}}=-{\mathcal {H}}(q_{i}(t),p_{i}(t),t)\qquad {\frac {\partial {\mathcal {S}}}{\partial t_{0}}}={\mathcal {H}}(q_{i}(t_{0}),p_{i}(t_{0}),t_{0})}

## Funzione principale di Hamilton
L'1-forma differenziale associata ad {\displaystyle S} è:
{\displaystyle \mathrm {d} {\mathcal {S}}=\sum _{i}{\frac {\partial {\mathcal {S}}}{\partial q_{i}}}\mathrm {d} q_{i}+{\frac {\partial {\mathcal {S}}}{\partial t}}\mathrm {d} t}
e dunque la derivata totale è data da:
{\displaystyle {\frac {\mathrm {d} {\mathcal {S}}}{\mathrm {d} t}}=\sum _{i}{\frac {\partial {\mathcal {S}}}{\partial q_{i}}}{\dot {q}}_{i}+{\frac {\partial {\mathcal {S}}}{\partial t}}=\sum _{i}p_{i}{\dot {q}}_{i}-{\mathcal {H}}={\mathcal {L}}}
Si ha quindi:
{\displaystyle {\mathcal {S}}=\int {\mathcal {L}}\,\mathrm {d} t}
Si ottiene che {\displaystyle S} è l'azione classica più una costante da determinare. Se {\displaystyle {\mathcal {H}}} non dipende esplicitamente dal tempo si ha:
{\displaystyle {\mathcal {P}}={\mathcal {S}}+{\mathcal {H}}\cdot t=\int ({\mathcal {L}}+{\mathcal {H}})\,\mathrm {d} t=\int \mathbf {p} \cdot \mathrm {d} \mathbf {q} }
ed in tal caso {\displaystyle {\mathcal {P}}} è equivalente all'azione ridotta.

## Funzione caratteristica di Hamilton
Se l'Hamiltoniana non dipende esplicitamente dal tempo si può dividere l'equazione di Hamilton-Jacobi in due parti:
{\displaystyle {\mathcal {H}}\left(q_{i},{\frac {\partial {\mathcal {S}}}{\partial q_{i}}}\right)+{\frac {\partial {\mathcal {S}}}{\partial t}}=0}
Nella prima parte si ha la sola dipendenza dalla variabile {\displaystyle q_{i}}, mentre nella seconda vi è solo dipendenza dal tempo. La soluzione allora ha la forma:
{\displaystyle {\mathcal {S}}\left(q_{i},{\frac {\partial S}{\partial q_{i}}},t\right)=W\left(q_{i},{\frac {\partial {\mathcal {S}}}{\partial q_{i}}}\right)-{\frac {\partial {\mathcal {S}}}{\partial q_{1}}}t}
dove:
{\displaystyle p_{i}={\frac {\partial {\mathcal {S}}}{\partial q_{i}}}=c_{i}}
con {\displaystyle c_{i}} costante. La funzione {\displaystyle W(q_{i},c_{i},t)} è chiamata funzione caratteristica di Hamilton.
La derivata parziale:
{\displaystyle {\frac {\partial {\mathcal {S}}}{\partial q_{1}}}=c_{1}={\mathcal {H}}}
è pari all'Hamiltoniana {\displaystyle {\mathcal {H}}}. In tal caso le equazioni del moto diventano: 
{\displaystyle {\begin{aligned}&{\dot {Q}}_{i}={\frac {\partial K}{\partial P_{i}}}=c_{i}\\&{\dot {P}}_{i}=-{\frac {\partial K}{\partial Q_{i}}}=0\end{aligned}}}
le cui soluzioni non sono costanti:
{\displaystyle Q_{i}=c_{i}t+d_{i}\qquad P_{i}=e_{i}}
con {\displaystyle d_{i},e_{i}} condizioni iniziali.

## Variabili azione-angolo e moti periodici
In un sistema meccanico si può verificare la presenza di moti periodici per le coordinate prese individualmente. Una condizione restrittiva (ma piuttosto comoda) per cui ciò avvenga è che durante il moto le coordinate non si "disturbino" a vicenda, per cui si suppone che le equazioni di Hamilton non risultino accoppiate, e la Hamiltoniana si possa esprimere come una somma di termini funzioni di una sola coppia di coordinate e momenti:
{\displaystyle {\mathcal {H}}(\mathbf {q} ,\mathbf {p} )=\sum _{i}{\mathcal {H}}_{i}(q_{i},p_{i})}
che in questo caso si può esprimere con la funzione caratteristica di Hamilton, che a sua volta deve essere separabile in una somma analoga:
{\displaystyle W(\mathbf {q} ,\nabla _{\mathbf {q} }S)=\sum _{i}W_{i}(q_{i},S_{q_{i}})}
dunque risulta:
{\displaystyle {\mathcal {H}}(\mathbf {q} ,\nabla _{\mathbf {q} }S)=\sum _{i}{\mathcal {H}}_{i}(q_{i},S_{q_{i}})=c_{1}}
Di conseguenza il problema si riduce allo studio delle singole coordinate. Se esse presentano moti periodici di rotazione o librazione (nel primo caso si ha {\displaystyle p_{i}(q_{i})} periodica, mentre nel secondo si ha che in un certo intervallo di tempo la curva {\displaystyle (q_{i}(t),p_{i}(t))} deve essere chiusa) si possono definire le variabili d'azione:
{\displaystyle J_{i}={\frac {1}{2\pi }}\oint _{\gamma _{i}}p_{i}\mathrm {d} q_{i}}
l'indipendenza delle quali è di verifica immediata. Queste nuove variabili sono costanti, e si possono assumere come nuovi momenti, per cui dalla funzione caratteristica si possono ricavare le nuove coordinate, dette variabili angolo:
{\displaystyle \mathbf {w} =\nabla _{\mathbf {J} }W}
e dalle equazioni di Hamilton:
{\displaystyle {\dot {\mathbf {w} }}=\nabla _{\mathbf {J} }{\mathcal {H}}}
Si nota che queste equazioni ammettono un'integrazione immediata. Essendo le coordinate cicliche il secondo membro sarà una certa funzione (costante) delle {\displaystyle J_{i}}, per cui:
{\displaystyle w_{i}=\omega _{i}(J_{i})t+\beta _{i}}
Dalla definizione delle variabili angolo si può andare a considerare la variazione della variabile quando ogni coordinata {\displaystyle q_{i}} descrive un periodo completo:
{\displaystyle \Delta _{T}w_{i}(t)=\sum _{j}\oint _{\gamma _{i}}{\frac {\partial w_{i}}{\partial q_{j}}}\mathrm {d} q_{j}}
è chiaro che dall'indipendenza delle variabili postulata in precedenza i termini {\displaystyle j\neq i} sono nulli, per cui rimane un integrale solo, e dalla definizione delle variabili angolo risulta immediatamente che:
{\displaystyle \Delta _{T}w_{i}(t)=\oint _{\gamma _{i}}{\frac {\partial w_{i}}{\partial q_{i}}}\mathrm {d} q_{i}={\frac {\partial }{\partial J_{i}}}\oint p_{i}\mathrm {d} q_{i}=2\pi }
vale la relazione (la prima uguaglianza non è ovvia):
{\displaystyle \Delta _{T}w_{i}(t)=w_{i}(t+T_{i})-w_{i}(t)=\omega _{i}(J_{i})T_{i}=2\pi }
e le {\displaystyle \omega _{i}} non rappresentano altro che le pulsazioni dei moti periodici, poiché:
{\displaystyle \omega _{i}={\frac {2\pi }{T_{i}}}}
In realtà il discorso può essere generalizzato ed esteso a condizioni meno restrittive, definendo in modo "meno generoso" le variabili azione (che coinciderebbe con quanto discusso nel momento in cui si è nel caso separabile), e con questi elementi si arriverebbe a parlare di tori invarianti, che sono fra i vari protagonisti della teoria di Kolmogorov-Arnold-Moser.